# Wolfgang-Stegmüller-Preis
Der Wolfgang-Stegmüller-Preis wird von der deutschen Gesellschaft für Analytische Philosophie alle drei Jahre für herausragende Arbeiten auf dem Feld der Analytischen Philosophie verliehen. Er wurde in Andenken an Wolfgang Stegmüller von seiner Frau Margret Stegmüller (1941–2018) gestiftet und ist mit einem Preisgeld von 12.000 Euro dotiert. Er gilt mittlerweile als einer der wichtigsten Preise für deutschsprachige Nachwuchswissenschaftler in der Philosophie. Ausgezeichnet werden in der Regel drei Arbeiten.

## Preisträger
1994
- Bernd Buldt: Die Sätze von Gödel
- André Chapuis: Alternative Revision Theories of Truth
- Angelika Krebs: Ethics of Nature
- Martine Nida-Rümelin: Farben und Phänomenales Wissen

1997
- Christoph Fehige: A Pareto Principle for Possible People
- Karl-Georg Niebergall: Zur Metamathematik nichtaxiomatisierbarer Theorien
- Daniel Schoch: Topologische Axiomatisierung methodologischer Konzepte der Theorienentwicklung

2000
- Thomas Hofweber: Ontology and Objectivity
- Christian Nimtz: Wörter, Dinge, Stellvertreter
- Christine Redecker: Ludwig Wittgenstein, Bemerkungen über die Grundlagen der Mathematik II, §§ 1–22 – Eine kritische Interpretation
- Stefan Wölfl: Kombinierte Zeit- und Modallogik: Vollständigkeitsresultate für prädikatenlogische Sprachen

2003
- Gerhard Ernst: Das Problem des Wissens
- Volker Halbach: Semantics and Deflationism
- Manfred Harth: Anführung. Ein nicht-sprachliches Mittel der Sprache
- Ulla Wessels: Die gute Samariterin. Zur Struktur der Supererogation

2006
- Oliver Hallich: Die Rationalität der Moral: Eine sprachanalytische Grundlegung der Ethik
- Franz Huber: Assessing Theories, Bayes Style
- Niko Strobach: Alternativen in der Raumzeit: Eine Studie zur philosophischen Anwendung multimodaler Aussagenlogiken

2009
- Tim Henning: Person sein und Geschichten erzählen. Eine Studie über personale Autonomie und narrative Gründe
- Erasmus Mayr: Understanding Human Agency
- Thomas Sattig: The Language and Reality of Time

2012
- Miguel Hoeltje: Wahrheit, Bedeutung und Form. Eine Auseinandersetzung mit dem Davidson’schen Programm
- Stephan Krämer: Second-Order Quantification and Ontological Commitment
- Moritz Schulz: Counterfactuals and Probability

2015
- Vuko Andrić: The Act-Consequentialist Criterion of Rightness
- Katharina Felka: Talking about Numbers: Easy Arguments for Mathematical Realism
- Susanne Mantel: Acting for a Normative Reason: A Competence Account
- Barbara Vetter: Potentiality

2018
- Romy Jaster: Agents’ Abilities
- Benjamin Kiesewetter: The Normativity of Rationality
- Tom Sterkenburg: Universal Prediction

2022
- Mario Günther (München): Learning Conditional Information by Jeffrey Imaging on Stalnaker Conditionals
- Gregor Michael Hörzer (Osnabrück): Understanding Physicalism
- Annina Loets (Berlin): Identity and Identities. The Metaphysics and Semantics of ›Qua‹
- Thomas Pölzler (Graz): Moral Reality and the Empirical Sciences